# (36800) Katarinawitt
(36800) Katarinawitt (2000 SF45) – planetoida z pasa głównego asteroid okrążająca Słońce w ciągu 3,41 lat w średniej odległości 2,26 j.a. Odkryta 28 września 2000 roku.